# Цимакурідзе Георгій Єремійович
Георгій Єремійович Цимакурідзе (груз. გიორგი ერემიას ძე ციმაკურიძე; нар. 10 листопада 1983, Чхороцку, Грузинська РСР) — грузинський футболіст, захисник таїландського клубу «Сонгхла Юнайтед».

## Клубна кар'єра

### Ранні роки та Україна

#### Початок кар'єри та «Сталь»
Футболом розпочав займатися в Чхороцку в 1991 році у віці 6 років. У 1998 році перейшов у клуб «Сталь» з Алчевська. У 2001 році виступав за аматорський фарм-клуб алчевців, «Сталь-3», яка виступала в чемпіонаті Луганської області. У футболці третьої команди алчевських сталеварів зіграв 9 матчів та відзначився 1 голом. У складі першої команди «Сталі» на професійному рівні дебютував 22 серпня 2001 року в матчі Другої ліги проти сумського клубу «Фрунзенець-Ліга-99». У Першій лізі дебютував 3 березня 2002 року в матчі проти житомирського «Полісся». Загалом у першій лізі відіграв 15 поєдинків. Того ж сезону виступав у складі друголігового фарм-клубу алчевців, «Сталі-2», у футболці якого зіграв 11 матчів.

#### «Шахтар»
Сезон 2002/03 років розпочав у донецькому «Шахтарі». У першій команді «гірників» дебютував 24 серпня 2002 року в переможному (4:0) виїзному поєдинку 1/16 фіналу кубку України проти Системи-КХП (смт Черняхів). Георгій вийшов на поле на 72-ій хвилині, замінивши Ассана Н'Діає. Проте в складі першої команди «Шахтаря» не закріпився і зіграв лише два кубкових матчі. Першу частину сезону в основному виступав за першоліговий «Шахтар-2». За другу команду гірників дебютував 13 липня 2002 року в нічийному (1:1) виїзному поєдинку 2-го туру проти бориспільського «Борисфена». Цимакурідзе вийшов на поле в стартовому складі та відіграв увесь матч. Загалом у футболці «Шахтаря-2» у першій лізі чемпіонату України зіграв 16 матчів.

#### Повернення в «Сталь»
Після невдалої спроби закріпитися в «Шахтарі» повернувся до «Сталі», де знову став основним гравцем. Після свого повернення повторно дебютував у складі алчевського клубу 16 березня 2004 року в переможному (2:0) виїзному поєдинку 18-го туру першої ліги проти сумського «Спартака-Горобини». Цимакурідзе вийшов на поле в стартовому складі та відіграв увесь матч. У складі «Сталі» відзначився й дебютним голом на професіональному рівні. Сталося це 30 квітня 2004 року на 77-ій хвилині переможного (2:0) домашнього поєдинку 26-го туру першої ліги чемпіонату України проти охтирського «Нафтовика». Георгій вийшов на поле в стартовому складі та відіграв увесь матч. У Вищій лізі дебютував 12 липня 2005 року проти донецького «Металурга». Дебютним голом у Вищій лізі відзначився 8 квітня 2006 року на 46-ій хвилині програного (1:2) виїзного поєдинку 25-го туру проти запорізького «Металурга». Георгій вийшов на поле в стартовому складі та відіграв увесь матч. Загалом у складі «Сталі», після свого повернення, в чемпіонатах України відіграв 95 матчів та відзначився 4-ма голами, ще 5 поєдинків провів у кубку України. 

#### «Іллічівець» та «Зоря»
Другу частину сезону 2006/07 років провів у маріупольському «Іллічівці», в складі якого дебютував 3 березня 2007 року проти алчевської «Сталі», але й там також не зміг закріпитися в основному складі. За короткий переіо свого перебування в маріупольському клубі за першу команду зіграв 2 поєдинки, ще 7 поєдинків (1 гол) зіграв у першості дублерів.
Сезон 2007/08 років розпочав у луганській «Зорі». В новому клубі дебютував 6 серпня 2007 року в матчі проти київського «Динамо». Дебютним голом за луганців відзначився 4 травня 2008 року на 37-ій хвилині (реалізував пенальті) переможного (1:0) домашнього поєдинку 28-го туру вищої ліги проти охтирського «Нафтовика-Укрнафти». Георгій вийшов на поле в стартовому складі, а на 87-ій хвилині його замінив Олександр Половков. За підсумками сезону зіграв 9 матчів (1 гол) у вищій лізі та 13 матчів (1 гол) у першості дублерів. В наступному сезоні був вже основним гравцем. Сезон 2009/10 років розпочав у «Зорі», але зігравши 3 матчі залишив розташування клубу. Загалом у чемпіонаті України в складі «Зорі» зіграв 37 матчів та відзначився 3-ма голами, ще 3 поєдинки зіграв у кубку України.

#### Вояж до Словаччини та подальша кар'єра
У 2010 році перейшов у словацьку «Жиліну», в якій він зіграв свої перші матчі в єврокубках. У 2010 році він був позичений словаками таїландського клубу «Той-Кат». Того ж року зіграв за Збірну всіх зірок Третьої ліги Таїланду в товариському поєдинку проти мадридського «Атлетико». У 2011 році перейшов у «Динамо» (Тбілісі), за яке зіграв лише два матчі. У тому ж році перейшов у «Спартак-Цхінвалі», але вже в наступному році перейшов у таїландський клуб «ТТМ Чіанкмаі», а потім у «Бангкок Глесс». У 2013 році перейшов у таїландський клуб «Пхукет». У 2014 році перейшов у таїландський клуб «Пакнамбо НСРУ», але в основі так і не заграв. У тому ж році перейшов у напівпрофесійний таїландський клуб «Транг».

## Кар'єра в збірній
Викликався до молодіжної збірної Грузії.